# مكتبة مدبولي
مكتبة مدبولي هي إحدى أعرق وأقدم مكتبات القاهرة. وقد أنشأها محمد مدبولي محمد حسين الشهير بالحاج مدبولي (1938-2008) الذي يعد من أبرز ناشري مصر. وتقع مكتبة مدبولي في شارع طلعت حرب بمنطقة وسط البلد.